# Томасбург
Томасбург (нем. Thomasburg) — община в Германии, в земле Нижняя Саксония.
Входит в состав района Люнебург. Подчиняется управлению Остайде. Население составляет 1302 человека (на 31 декабря 2010 года). Занимает площадь 26,69 км².
Коммуна подразделяется на 5 сельских округа.